# Мухаммад Хусейн Садр Исфахани
Мухаммад Хусейн Садр Исфахани (перс. محمدحسین صدر اصفهانی‎, Mohammad Hossein Sadr Isfahani) или Хаджи Мухаммад Хусейн Хан, прозванный как Садр Исфахани — третий канцлер Фетх Али-шаха между 1820 и 1825 годами.

## Биография
Садр Исфахани был сыном Хаджи Мухаммада Али и внуком Мухаммад Рахим Салеха, родился в городе Исфахан, был одним из богатейших людей своего времени. На протяжении долгого времени он был главой Исфахана, но затем, юный Фатх Али-шах взял его к себе на службу в Тегеран. В 1807 году Фатх Али-шах создал небольшой кабинет министров, состоявший всего из четырёх человек. Мухаммад Хусейн Хан являлся в данном учреждении вторым министром, отвечающим за финансовые операции. Он также представил Мирзу Абулхасана Хана Ширази Фатх Али-шаху для работы в английском посольстве. В 1820 году после смерти Мирзы Шафи Фатх Али-шах дал Хану Исфахани прозвище Садр и назначил его первым министром (канцлером). Садр Исфахани проработал в этой должности до 1825 года, затем он скончался.

## Основная деятельность
Садр Исфахани основал три медресе для изучения религиозных дисциплин:
— большая Медресе Садр Базар;
— Медресе Садр Хаджу;
— Медресе и Мечеть Пои Колле.
Кроме того, другим наследием, которое он оставил после себя, является Цитадель Наджаф Ашраф. Эта цитадель имеет большое количество башен.
Также Садр Исфахани воздвигнул:
— Эмарате Садри — здание, располагающееся в Исфахане, к востоку от Чехель-сотун.
— Улица Чахар Баг Хаджу в Исфахане.
Также им была осуществлена реконструкция дворца Чахар Баг.